# ادگار بلوف
ادگار بلوف (انگلیسی: Edgar Bluff; ۱۹ مارس ۱۸۸۲ – مه ۱۹۵۲ (aged 70)) بازیکن فوتبال اهل بریتانیا بود.
از باشگاه‌هایی که در آن بازی کرده‌است می‌توان به باشگاه فوتبال سنت هلنز تاون، باشگاه فوتبال ساوت‌همپتون، باشگاه فوتبال بیرمنگام سیتی، و باشگاه فوتبال شفیلد یونایتد اشاره کرد.